# 豊橋市立高豊中学校
豊橋市立高豊中学校（とよはししりつたかとよちゅうがっこう）は愛知県豊橋市伊古部町にある公立中学校。

## 概要
豊橋市南部に立地し伊古部海岸が近くにあり、校舎から太平洋が望める。海に近い学校であるため、海岸美化活動が実施される。
3つの小学校（高根、豊南、富士見台）が校区となっている。

## 校歌
- 松田好夫作詞／水野久一郎作曲

## 主な行事
- 海岸クリーン活動 - アカウミガメの産卵場所になっている海岸の清掃活動。
- 暁天マラソン - 早朝6時スタートのマラソン大会。伊古部海岸を目指し男子5km、女子4kmを走る。平成29年で終了。
- 農業体験学習 - 1年の児童が校区内の農家の家に行き、1日だけ実際に農家の仕事を体験する｡

## 部活動
- 野球部
- 陸上部
- バレーボール部
- バスケットボール部
- テニス部
- 剣道部
- 吹奏楽部
- アート部

## 所在地
- 〒441-3211　愛知県豊橋市伊古部町原24番地1

## アクセス
- 豊鉄バスレイクタウン線　レイクヒルズ入口バス停下車、徒歩約20分

## 著名な卒業生
- 朝倉未来（総合格闘家、YouTuber）
- 朝倉海（総合格闘家、YouTuber）